# Mortal Kombat II (film)
Ten artykuł dotyczy przyszłego wydarzenia. Informacje w nim zawarte mogą się zmienić wraz z pojawieniem się nowych faktów, a początkowe doniesienia mogą być niepewne. Ostatnie aktualizacje tego artykułu mogą nie odzwierciedlać najbardziej aktualnych informacji.
Mortal Kombat II – zapowiedziany film akcji w reżyserii Simona McQuoida, oparty na  tytułowej serii gier komputerowych. Film stanowi kontynuację Mortal Kombat z 2021 roku i jest czwartą odsłoną z cyklu filmów.

## Obsada
- Karl Urban jako Johnny Cage
- Adeline Rudolph jako Kitana
- Lewis Tan jako Cole Young
- Hiroyuki Sanada jako Hanzo Hasashi / Scorpion
- Joe Taslim jako Bi-Han / Noob Saibot
- Chin Han jako Shang Tsung
- Martyn Ford jako Shao Kahn
- Tati Gabrielle jako Jade
- Jessica McNamee jako Sonya Blade
- Josh Lawson jako Kano
- Damon Herriman jako Quan Chi
- Desmond Chiam jako Jerrod
- Mehcad Brooks jako Jax
- Tadanobu Asano jako Raiden
- Ludi Lin jako Liu Kang
- Ana Thu Nguyen jako Sindel
- CJ. Bloomfield jako Baraka

## Produkcja
W kwietniu 2021 roku aktor Joe Taslim wcielający się w postać Sub-Zero oznajmił, że podpisał kontrakt na kolejne cztery filmy z serii Mortal Kombat, jeśli Warner Bros. Pictures zdecyduje się stworzyć franczyzę. Z kolei współscenarzysta pierwszego filmu, Greg Russo powiedział, że w planach jest stworzenie trylogii, w której pierwszy film miałby rozgrywać się przed turniejem, drugi w jego trakcie, a trzeci po zakończeniu. W listopadzie 2021 roku producent Todd Garner zasugerował powstanie kontynuacji, a dwa miesiące później wytwórnia Warner Bros. potwierdziła te plany.
Scenarzystą został Jeremy Slater, który w maju 2022 roku potwierdził, że w filmie pojawi się Johnny Cage, co sugerowało zakończenie pierwszej części, zaznaczając jednak, że jego dokładna rola w historii nie została jeszcze ustalona. Dodał również, że brane są pod uwagę opinie widzów po premierze pierwszej części, dzięki czemu powstający sequel ma szansę stać się bardzie „ekscytujący i nieprzewidywalny”.
W lipcu 2022 roku ogłoszono powrót Simona McQuoida jako reżysera. W wywiadzie udzielonym po premierze pierwszego filmu wyjaśnił, że postać Johnny’ego Cage’a nie pojawiła się w produkcji, ponieważ to „ogromna osobowość”, która zaburzyłaby równowagę filmu. Ujawnił też, że potencjalne kontynuacje mogłyby rozwinąć wątki takich postaci jak Cage i Kitana. Wyraził też chęć wprowadzenia większej liczby żeńskich postaci.
Na początku maja 2023 roku rozpoczęto negocjacje z Karlem Urbanem, który miał zagrać rolę Johnny’ego Cage’a. W tym samym miesiącu ogłoszono, że Tati Gabrielle wcieli się w Jade, a Adeline Rudolph w Kitanę. Miesiąc później, 15 czerwca 2023 roku, wytwórnia New Line ogłosiła, że zatrudniono również: Martyna Forda, Damona Herrimana, Desmonda Chiama i Anę Thu Nguyen.
Zdjęcia ruszyły 22 czerwca 2023 roku w Village Roadshow Pictures na Gold Coast w stanie Queensland w Australii. Jednakże w lipcu produkcja została wstrzymana z powodu strajku SAG-AFTRA. Zdjęcia wznowiono w listopadzie.